# American Psychologist
American Psychologist est une revue scientifique évaluée par les pairs publiée par l'Association américaine de psychologie depuis 1946. 

## Présentation
La revue publie des articles d'intérêt général, notamment des études empiriques et des comptes rendus dans les domaines de la science, de la pratique, de l'éducation et de politique. Occasionnellement il publie des éditions spéciales sur des sujets pertinents dans le domaine de la psychologie. Le rédacteur en chef en 2023 est Harris Cooper (Université Duke). 
Le journal a mis en place la ligne directrice de la promotion de la transparence et de l'ouverture qui fournit une structure pour l'organisation et les rapports de recherche et vise à rendre la recherche plus transparente, accessible et reproductible,. 
Selon le Journal Citation Reports, la revue a un facteur d'impact de 16,358 en 2021.